# Jušići (Matulji)
Jušići su naselje u Hrvatskoj u sastavu općine Matulja. Nalaze se u Primorsko-goranskoj županiji.

## Zemljopis
Sjeverno su Jurdani i Mučići, zapadno su Kučeli, jugozapadno su Rukavac i Mihotići, južno su Matulji i Trinajstići, jugoistočno su Spinčići, Rubeši i Kastav.

## Stanovništvo
| broj stanovnika | 236   | 340   | 354   | 423   | 476   | 558   | 582   | 611   | 528   | 546   | 556   | 580   | 597   | 651   | 773   | 861   | 828   |
|                 | 1857. | 1869. | 1880. | 1890. | 1900. | 1910. | 1921. | 1931. | 1948. | 1953. | 1961. | 1971. | 1981. | 1991. | 2001. | 2011. | 2021. |